# Dach wieżowy

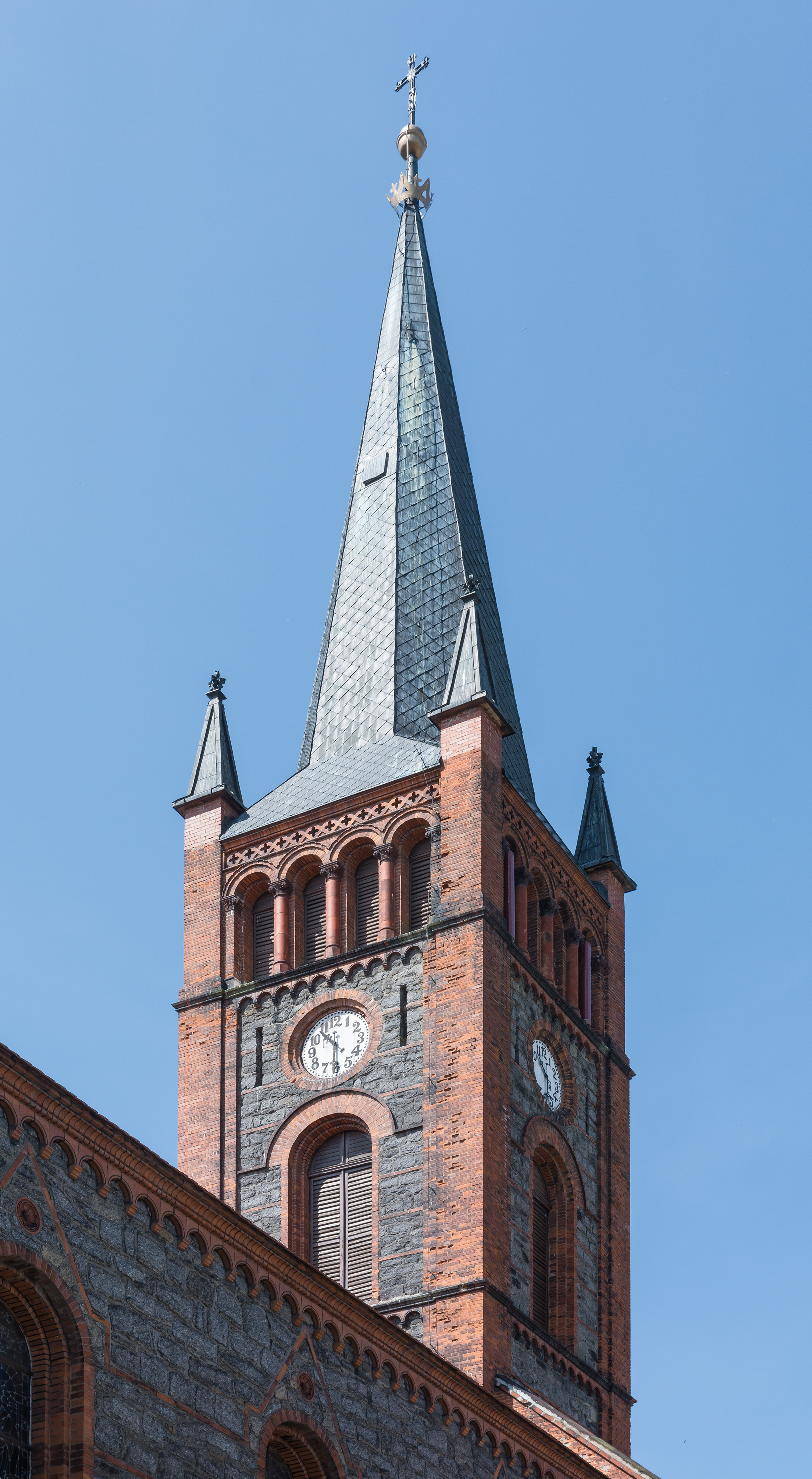
Dach wieżowy kościoła Niepokalanego Poczęcia NMP w Niemczy

Dach wieżowy – dach namiotowy o dużej wysokości (większej od największego wymiaru jego podstawy), czasem rozszerzający się w części dolnej, co umożliwia przejście od ścian budowli do wysokiego zwieńczenia. W przypadkach, gdy dach wieżowy jest bardzo wysmukły, może być również nazwany iglicą.